# Agraciada
Agraciada és una localitat de l'Uruguai, ubicada al sud-oest del departament de Soriano. Té una població aproximada de 400 habitants, segons les dades del cens de 1996.
El poble destaca per haver estat el punt d'arribada dels trenta-tres orientals durant la croada llibertadora del 19 d'abril de 1825 contra el domini del Brasil. Els orientals, sota el comandament de Juan Antonio Lavalleja, van sortir des de Buenos Aires (Argentina), cap a l'interior de la Província Cisplatina (actual Uruguai), essent la platja de l'Agraciada el seu primer punt de trobada en territori enemic.
Agraciada es troba a 51 metres sobre el nivell del mar.
| 1963  | 1975 | 1985 | 1996 | 2004    |
| ----- | ---- | ---- | ---- | ------- |
| 1.344 | 401  | 358  | 378  | {{{5}}} |